# SpX-DM2
SpX-DM2 är uppdragsbeteckningen för den första bemannade rymdfärden för SpaceXs Dragon 2-rymdfarkoster. Uppskjutningen genomfördes den 30 maj 2020 efter ett tidigare misslyckat försök. Farkosten lyfte från Launch Complex-39A vid Kennedy Space Center som planerat vid 19:22:45 UTC. Flygningens destination var den Internationella rymdstationen (ISS). Farkosten anlände till ISS efter ungefär 19 timmar. 
Uppskjutningen sändes live via YouTube med slogan "Launch America".
Efter dockningen deltog de båda besättningsmännen i Expedition 63s arbete ombord på rymdstationen.
Den 1 augusti 2020 lämnade man rymdstationen och förberedde för landning den 2 augusti 2020.
Farkosten återinträdde i jordens atmosfär och landade i Mexikanska golfen utanför Panama City, Florida den 2 augusti 2020.

## Första försöket för uppskjutningen
Ett försök att skjuta upp farkosten genomfördes den 27 maj 2020. Farkosten var planerad att lämna ramp 39A vid 20:33 UTC. Vid drygt 17 minuter före uppskjutningen avbröts försöket på grund av att tre väderregler bröts. 

## Besättning
| Befälhavare    | Doug Hurley, NASA Hans tredje rymdfärd |
| Flygingenjör 1 | Bob Behnken, NASA Hans tredje rymdfärd |